# Danh sách album quán quân năm 2010 (Liên hiệp Anh)
Dưới đây là danh sách những album nhạc đạt vị trí quán quân tại bảng xếp hạng album của Liên hiệp Anh và Bắc Ireland (UK Albums Chart) trong năm 2010.
| Ngày        | Album                                                    | Nghệ sĩ                  | Doanh số |
| ----------- | -------------------------------------------------------- | ------------------------ | -------- |
| 4 tháng 1   | Sunny Side Up                                            | Paolo Nutini             | 58.082   |
| 10 tháng 1  | Sunny Side Up                                            | Paolo Nutini             | 49.628   |
| 17 tháng 1  | Lungs                                                    | Florence and the Machine | 51.005   |
| 24 tháng 1  | Lungs                                                    | Florence and the Machine | 42.360   |
| 31 tháng 1  | Sunny Side Up                                            | Paolo Nutini             | 35.739   |
| 7 tháng 2   | The Element of Freedom                                   | Alicia Keys              | 35.336   |
| 14 tháng 2  | The Element of Freedom                                   | Alicia Keys              | 57.312   |
| 21 tháng 2  | Glee: The Music, Volume 1                                | Dàn diễn viên trong Glee | 62.451   |
| 28 tháng 2  | The Fame Monster                                         | Lady Gaga                | 45.358   |
| 7 tháng 3   | Lights                                                   | Ellie Goulding           | 36.854   |
| 14 tháng 3  | Brother                                                  | Boyzone                  | 101.096  |
| 21 tháng 3  | The Fame Monster                                         | Lady Gaga                | 45.025   |
| 28 tháng 3  | Brother                                                  | Boyzone                  | 61.886   |
| 4 tháng 4   | Brother                                                  | Boyzone                  | 45.267   |
| 11 tháng 4  | The Fame Monster                                         | Lady Gaga                | 25.211   |
| 18 tháng 4  | The Defamation of Strickland Banks                       | Plan B                   | 68.173   |
| 25 tháng 4  | Iron Man 2                                               | AC/DC                    | 56.936   |
| 2 tháng 5   | The Defamation of Strickland Banks                       | Plan B                   | 41.001   |
| 9 tháng 5   | Songs from the Tainted Cherry Tree                       | Diana Vickers            | 35.951   |
| 16 tháng 5  | Night Train                                              | Keane                    | 28.063   |
| 23 tháng 5  | Exile on Main St.                                        | The Rolling Stones       | 31.287   |
| 30 tháng 5  | Immersion                                                | Pendulum                 | 58.859   |
| 6 tháng 6   | To the Sea                                               | Jack Johnson             | 27.254   |
| 13 tháng 6  | Bionic                                                   | Christina Aguilera       | 24.300   |
| 20 tháng 6  | Time Flies… 1994–2009                                    | Oasis                    | 101.297  |
| 27 tháng 6  | Recovery                                                 | Eminem                   | 141.023  |
| 4 tháng 7   | Recovery                                                 | Eminem                   | 69.045   |
| 11 tháng 7  | Aphrodite                                                | Kylie Minogue            | 79.513   |
| 18 tháng 7  | Recovery                                                 | Eminem                   | 49.616   |
| 25 tháng 7  | Recovery                                                 | Eminem                   | 41.593   |
| 1 tháng 8   | Recovery                                                 | Eminem                   | 39.864   |
| 8 tháng 8   | The Suburbs                                              | Arcade Fire              | 61.263   |
| 15 tháng 8  | Recovery                                                 | Eminem                   | 32.097   |
| 22 tháng 8  | The Final Frontier                                       | Iron Maiden              | 44.384   |
| 29 tháng 8  | Recovery                                                 | Eminem                   | 27.081   |
| 5 tháng 9   | Teenage Dream                                            | Katy Perry               | 54.176   |
| 12 tháng 9  | Flamingo                                                 | Brandon Flowers          | 65.518   |
| 19 tháng 9  | Science & Faith                                          | The Script               | 70.816   |
| 26 tháng 9  | Going Back                                               | Phil Collins             | 40.684   |
| 3 tháng 10  | Science & Faith                                          | The Script               | 34.313   |
| 10 tháng 10 | Disc-Overy                                               | Tinie Tempah             | 84.993   |
| 17 tháng 10 | In and Out of Consciousness: The Greatest Hits 1990–2010 | Robbie Williams          | 121.689  |
| 24 tháng 10 | Come Around Sundown                                      | Kings of Leon            | 183.298  |
| 31 tháng 10 | Come Around Sundown                                      | Kings of Leon            | 72.611   |
| 7 tháng 11  | Messy Little Raindrops                                   | Cheryl Cole              | 105.431  |
| 14 tháng 11 | The Gift                                                 | Susan Boyle              | 102.993  |
| 21 tháng 11 | Progress                                                 | Take That                | 518.601  |
| 28 tháng 11 | Progress                                                 | Take That                | 208.220  |
| 5 tháng 12  | Progress                                                 | Take That                | 176.881  |
| 12 tháng 12 | Progress                                                 | Take That                | 203.210  |